# Bodegas Rosell
Bodegas Rosell es una antigua taberna de vinos, tapas y vermut, en el barrio de Palos de la Frontera de Madrid, junto a la Estación de Atocha. Fundada en 1920, a comienzos del xxi fue rehabilitada como restaurante. Es uno de los establecimientos con fachada de azulejería del ceramista sevillano Alfonso Romero Mesa.

## Historia
Ocupando el establecimiento de un antiguo despacho de vinos a granel, fue transformada en como casa de comidas por la familia Rosell en 1920. A partir de 1950 se remozó como taberna y bodega.

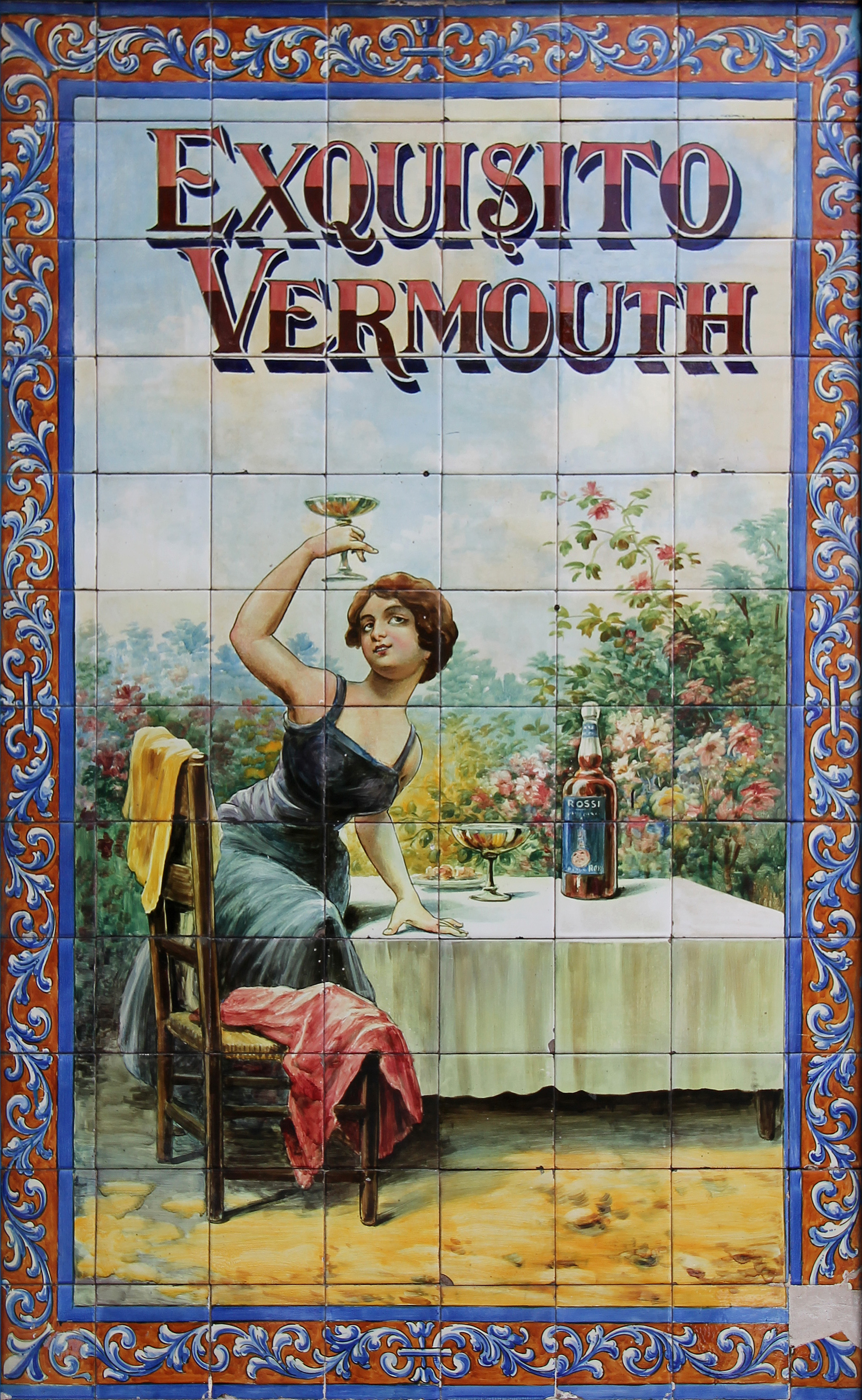
Detalle de uno de los paneles.

Los motivos representados en la azulejería de la fachada son una muestra más del casticismo popular, típico y tópico en muy diversos ejemplos de la decoración del comercio de la capital de España. En esta ocasión se trata de uno de los mejores ejemplos de la obra de Alfonso Romero Mesa entre 1917 y 1930.

## Especialidades
Además del vermú de barril y la carta de vinos, tiene especialidades en bacalao (brandada de bacalao), croquetas de queso de cabrales y de jamón, setas y verduras a la plancha, y tortilla.